# 兄弟 (1986年電影)
《兄弟》（英語：Brotherhood）是1986年上映的一部香港動作犯罪及悲劇電影，由冼杞然執導及編劇，李修賢和萬梓良領銜主演。入圍第6屆香港電影金像獎及第24屆金馬獎共四項提名。

## 劇情
高覺雷（李修賢 飾）和李強（萬梓良 飾）原本為交情甚好的警察，李因遭上司無端責怪而辭職。一夥匪徒蒙面打劫金鋪，雷竟然發現其中有李強。雷為保護強而提供假證供，雷大學畢業後任高級督察的弟弟高覺文（林偉 飾）有所懷疑。強等再次打劫時，雷暗中跟蹤，文也在後監視。眾匪懷疑強串通雷出賣兄弟，於是對他追殺；警方則懷疑雷和匪徒暗合......

## 演員表
| 演員        | 角色                     | 粵語配音 |
| 李修賢      | 高覺雷                   | 朱子聰   |
| 萬梓良      | 李強                     | 萬梓良   |
| 林偉        | 高覺文                   | 鄧榮銾   |
| 谷峰        | 九叔                     | 谷峰     |
| 方洲 (方傑) | 朱Sir                    | 馮永和   |
| 成奎安      | 恐龍 (劫匪)              | 金貴     |
| 成榮標      | 劫匪                     |          |
| 魏添材      | (引薦李強加入劫匪組織者) | 馮永和   |
| 胡邊月      | 華嬸 (強母)              | 沈小蘭   |
| 盧雄        | 倫Sir                    | 盧雄     |
| 張炳全      | 劫匪                     |          |
| 王文成      | 劫匪                     |          |
| 黃仲匡      | 劫匪                     |          |
| 伍國健      |                          |          |
| 凌志雄      |                          |          |
| 林富偉      | 威利同黨                 |          |
| 黃劍斌      | 威利同黨                 |          |

## 獎項
| 年份 | 頒獎典禮            | 獎項       | 獲提名 | 結果 |
| ---- | ------------------- | ---------- | ------ | ---- |
| 1987 | 第6屆香港電影金像獎 | 最佳電影   |        | 提名 |
| 1987 | 第6屆香港電影金像獎 | 最佳導演   | 冼杞然 | 提名 |
| 1987 | 第6屆香港電影金像獎 | 最佳男主角 | 李修賢 | 提名 |
| 1987 | 第24屆金馬獎        | 最佳男主角 | 萬梓良 | 提名 |

## 電影分級
| 國家/地區 | 分級          |
| 香港      | IIB（輔導級） |
| 葡萄牙    | M/16          |

## 外部連結
- 香港影庫上《兄弟》的資料（繁體中文）
- 豆瓣电影上《兄弟》的資料 （简体中文）
- 时光网上《兄弟》的資料（简体中文）
- AllMovie上《兄弟》的资料（英文）
- 爛番茄上《兄弟》的資料（英文）
- 互联网电影数据库（IMDb）上《兄弟》的资料（英文）